# The Sounds (finländsk musikgrupp)
The Sounds var en finländsk musikgrupp som grundades 1962 och upplöstes 1965. De spelade instrumentell rautalanka.

## Ursprungliga medlemmar
- Henrik Granö
- Bobi Söderblom
- Peter Ekman
- Eljon ”Johnny” Liebkind[2]

## Fotnoter
1. ↑  ”Sounds, The (3) Discography at Discogs”. http://www.discogs.com/artist/Sounds%2C+The+%283%29.
2. ↑  Otavan Iso Musiikkitietosanakirja 5, sid. 309. Helsinki 1979. ISBN 951-1-05295-0